# B.G. Jonzon
Bror Gustaf (Gösta) Samuel Jonzon, känd som B.G. Jonzon, född 17 mars 1855 i Ringarums socken, Östergötlands län, död 16 september 1937, var en svensk präst och skolföreståndare. Han var far till Bror och Bengt Jonzon.
Jonzon, som var son till lantmätare Gustaf Jonzon och Louise Schött, blev student vid Uppsala universitet 1874, filosofie kandidat 1880 samt avlade dimissionsexamen 1883, folkskollärarexamen samma år och prästvigdes samma år. Han var föreståndare för Bollnäs högre folkskola 1883–1886 och för Gävleborgs läns folkhögskola i Bollnäs från 1886. Jonzon blev kyrkoherde i Ljusdals församling 1907 och kontraktsprost i Ljusnans kontrakt 1920. Han var kamrerare vid Gefleborgs Enskilda Banks kommissionskontor i Bollnäs från 1891. Han blev teologie doktor 1927.